# Gare de Khemis Miliana
La gare de Khemis Miliana est une gare ferroviaire algérienne, située sur le territoire de la commune de Khemis Miliana, dans la wilaya de Aïn Defla.

## Situation ferroviaire
La gare se situe sur la ligne d'Alger à Oran, où elle est précédée de la gare de Aïn Torki et suivie de celle de Sidi Lakhdar.

## Histoire

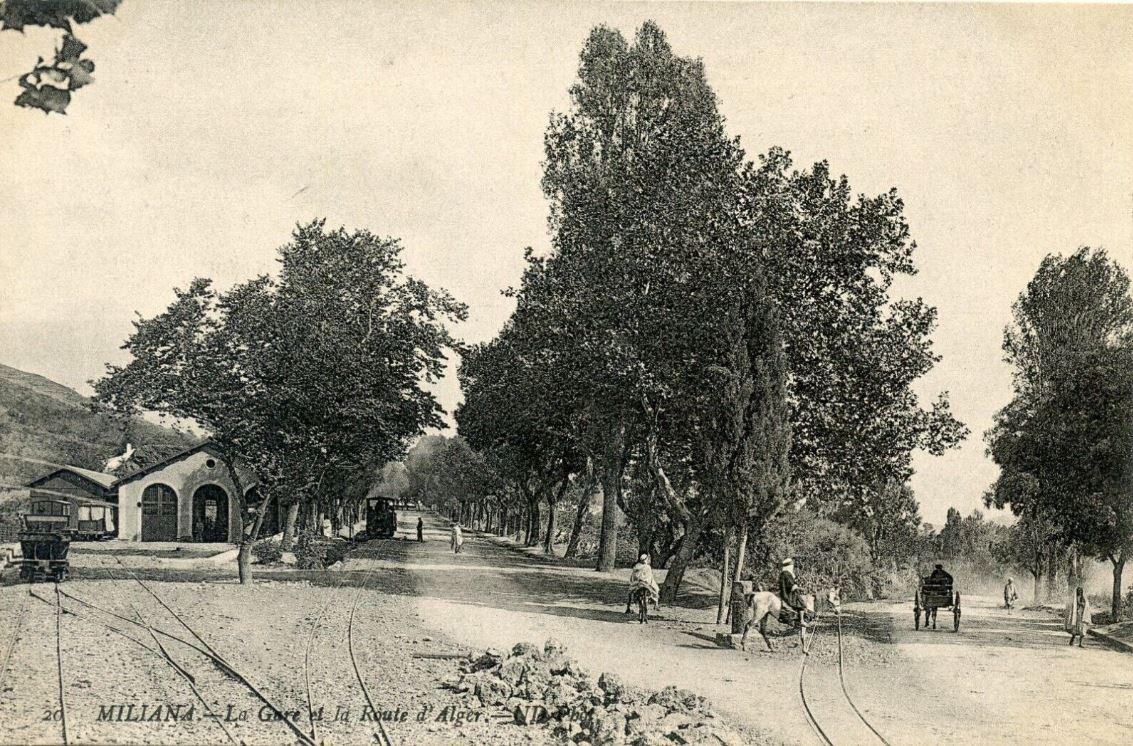
la gare de Miliana au début du XXe siècle.

## Service des voyageurs

### Desserte
La gare de Khemis Miliana est desservie par :
- les trains grandes lignes de la liaison  Alger - Oran[1] ;
- les trains régionaux des liaisons :
  - Alger - Chlef[2] ;
  - Chlef - Khemis Miliana[3].